# Lockheed L-10 Electra
Lockheed L-10 Electra – amerykański dwusilnikowy, śmigłowy samolot pasażerski, wolnonośny dolnopłat o metalowej konstrukcji, zaprojektowany i produkowany przez Lockheed Aircraft Corporation.

## Projekt i konstrukcja

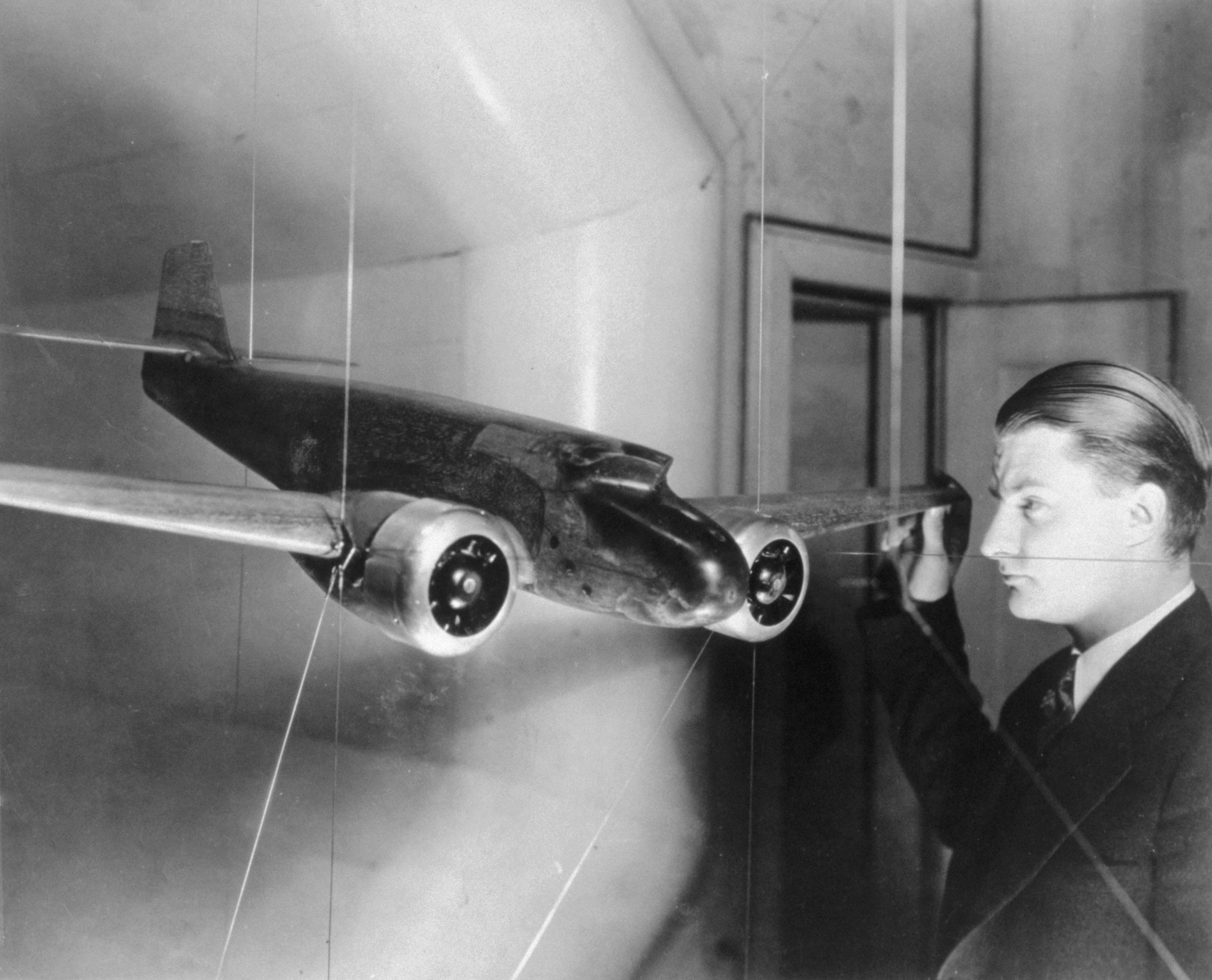
Clarence Johnson podczas prób aerodynamicznych Electry jeszcze
z pojedynczym sterem kierunku.
W przyszłości Kelly doprowadzi do powstania Blackbirda SR-71.

Samolot L-10 Electra miał być odpowiedzią firmy Lockheed na maszyny konkurencji: Boeinga 247 i Douglasa DC-2. Poprzednie płatowce Lockheeda były konstrukcjami drewnianymi. Niektóre jednak samoloty, np. L-9 Orion miały kadłuby metalowe, budowane przez Detroit Aircraft Corporation. Electra była pierwszą całkowicie metalową oraz dwusilnikową propozycją LAC.
Konstruktorem samolotu był Hall Hibbard (1903-1996), inżynier, absolwent MIT i dyrektor administracyjny LAC. Badania w tunelu aerodynamicznym przeprowadzano na Uniwersytecie Michigan. Większość z nich wykonał Clarence „Kelly” Johnson, wówczas student, a od 1933 konstruktor w LAC. Po ich zakończeniu stwierdził, iż badany model o pojedynczym stateczniku pionowym jest niestabilny w locie kierunkowym i zasugerował Hibbardowi wyposażenie konstrukcji w dwa stateczniki pionowe, które z czasem stały się niejako znakiem firmowym samolotów LAC. Prototyp L-10 odbył pierwszy lot 23 lutego 1934. Handlowa nazwa „Elektra” pochodziła od jednej z gwiazd z gromady Plejad.

## Historia użytkowania
Kiedy rząd Stanów Zjednoczonych wydał w październiku 1934 zakaz przewożenia pasażerów przez linie lotnicze samolotami jednosilnikowymi oraz nocnych lotów dla tego typu maszyn, Lockheed z ofertą swojego nowego samolotu doskonale wykorzystał zapotrzebowanie rynku lotniczego. Electrę L-10 zakupiło i użytkowało ponad trzydziestu przewoźników na całym świecie. W latach 1936–1939 dziesięć L-10A latało również w barwach PLL LOT. Osiem krajów (Stany Zjednoczone, Argentyna, Brazylia, Honduras, Hiszpania, Kanada, Wielka Brytania) wyposażyło w nią także swoje siły zbrojne.
Szeregu cywilnym nabywcom samolot służył do innych celów niż komercyjny transport pasażerski. W maju 1937 piloci Henry Tyndall Merrill i J.S. Lambie wykonali lot Ameryka–Europa–Ameryka. Ów dwukrotny przelot nad Atlantykiem, sponsorowany przez magnata prasowego, W.R. Hearsta, okrzyknięto pierwszym powrotnym lotem komercyjnym na Stary Kontynent. Electra bowiem poleciała do Londynu z filmowym zapisem katastrofy sterowca „Hindenburg”, a powróciła do Nowego Jorku ze zdjęciami z koronacji króla Jerzego VI. Za swój wyczyn Merrill (jako I pilot) otrzymał Harmon Trophy, cenioną, przyznawaną do dzisiaj amerykańską nagrodę lotniczą.

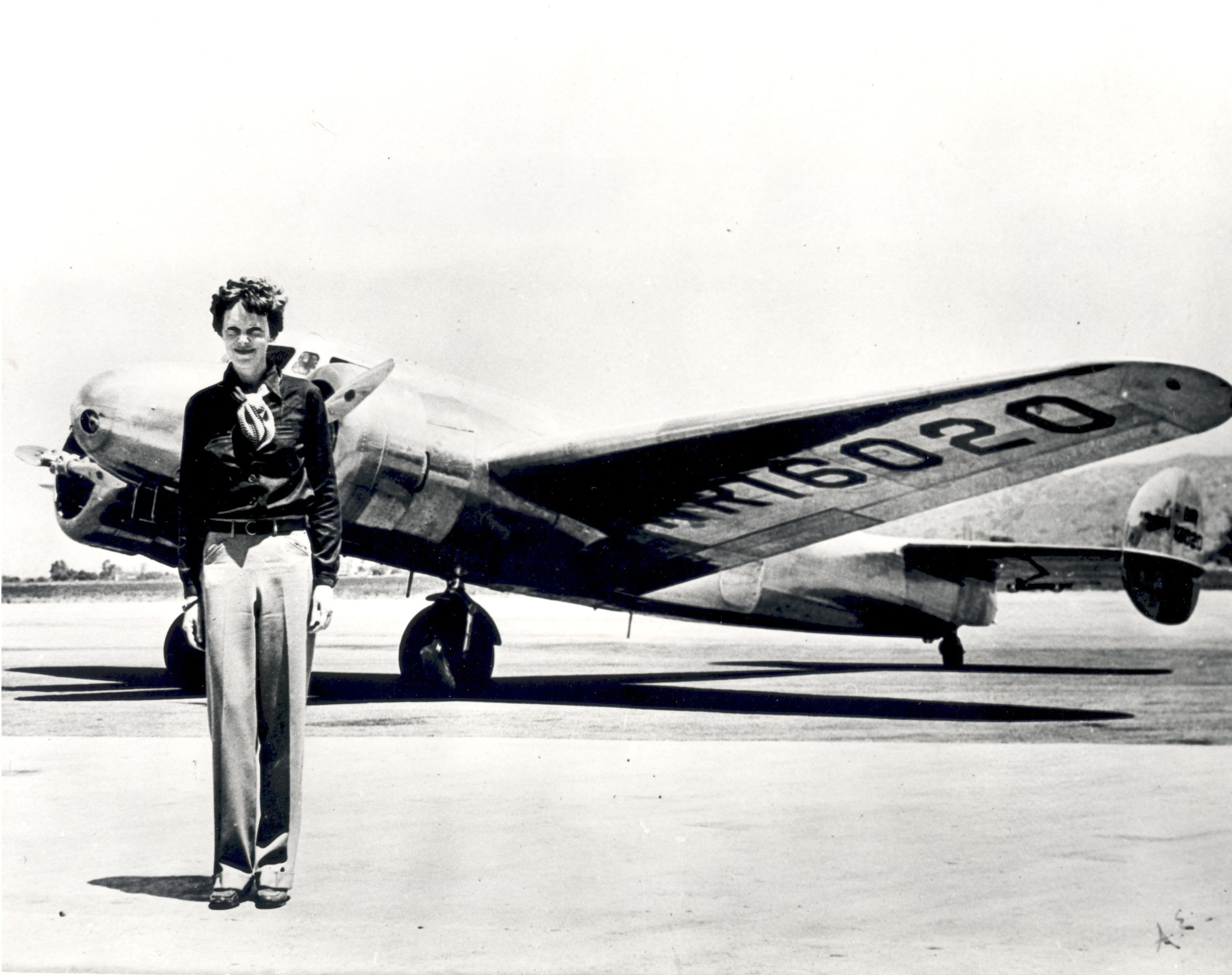
Amelia Earhart i Electra L-10-E

Paradoksalnie, największy rozgłos przyniosła Electrze nieudana próba lotu dookoła świata wzdłuż równika, którą w 1937 podjęła słynna pilotka Amelia Earhart. Po pokonaniu 3/4 trasy wystartowała z Nowej Gwinei i zaginęła lecąc nad Pacyfikiem.
Wiele maszyn Electra (w różnych wersjach) oraz jej następczyń (Lockheed L-12 Electra Junior i L-14 Super Electra) uczestniczyło w działaniach II wojny światowej. W USAAF samolot miał początkowo symbol: C-36, a następnie: UC-36. Pod koniec wojny Electry stały się konstrukcyjnie przestarzałe i zaczęto je wycofywać z użycia. Jednakże małe linie lotnicze i przedsiębiorstwa czarterowe wykorzystywały je aż do lat 70. XX wieku.

## Wersje

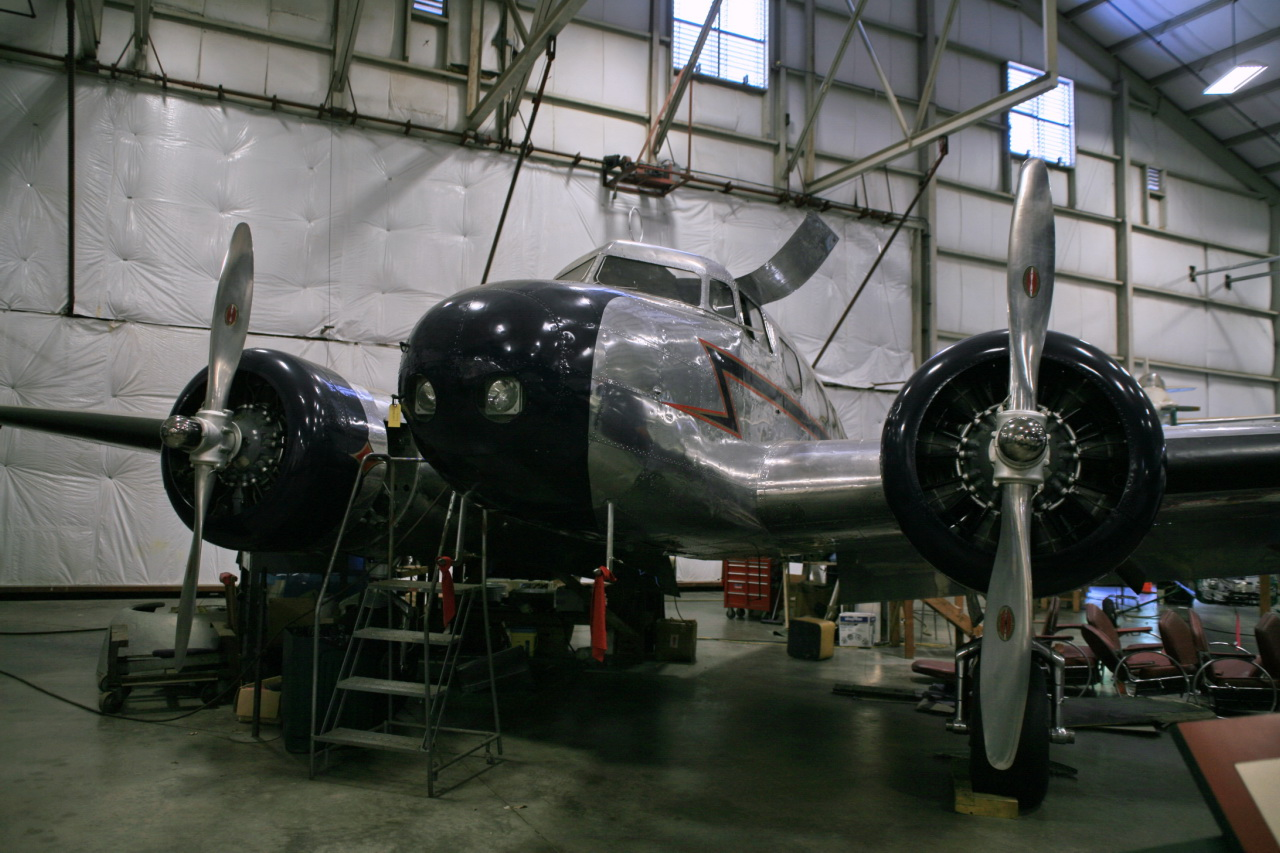
Electra L-10-B (XR20-1) oddana w 1936 do dyspozycji Sekretarza Marynarki Wojennej Stanów Zjednoczonych Electra L-10-B

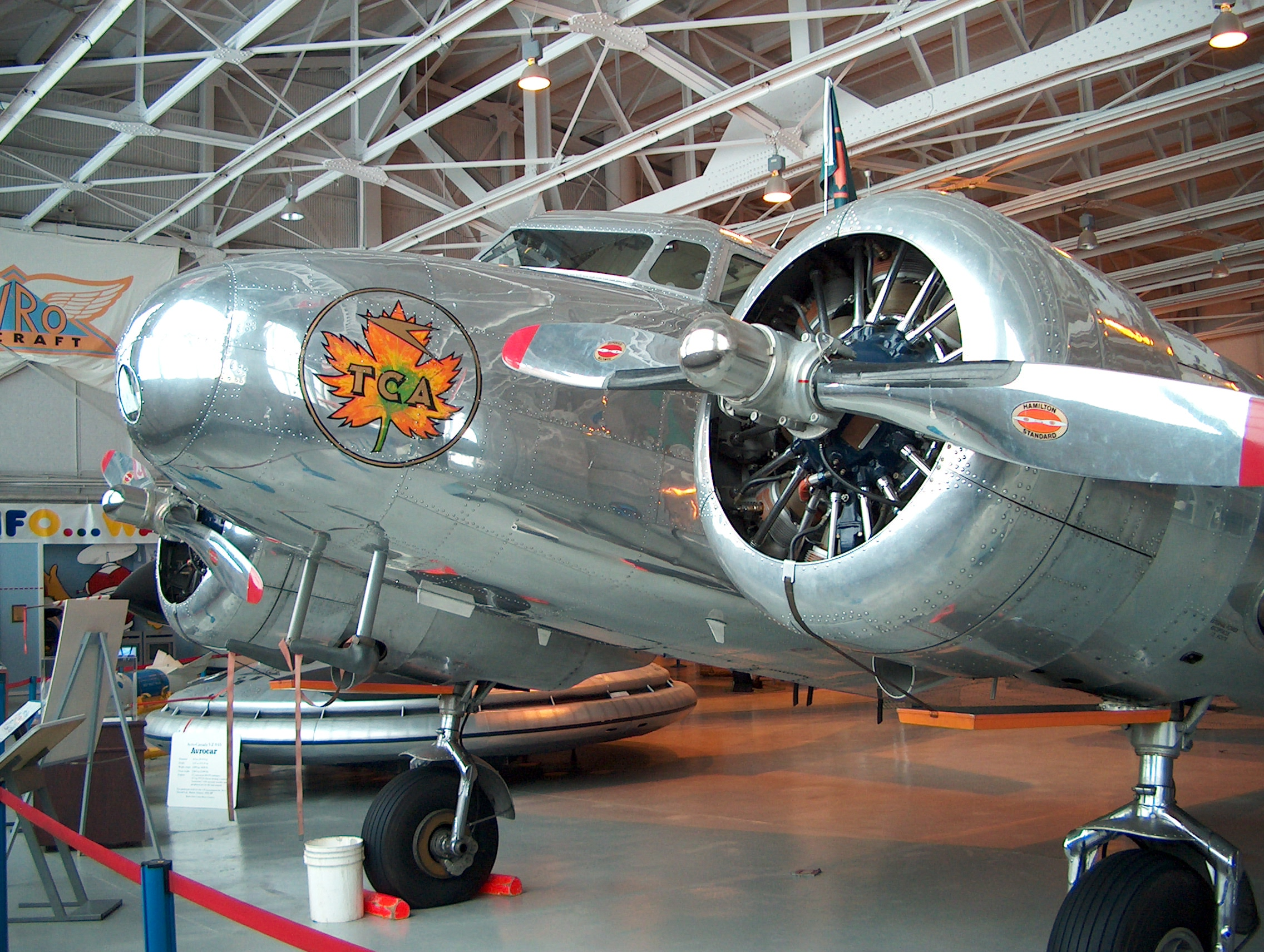
Electra CF-TCC w Western Canada Aviation Museum

Electra była wytwarzana w kilku wariantach, przeznaczonych dla lotnictwa cywilnego i wojskowego. Wyprodukowano 149 egzemplarzy samolotu.
- Electra L-10-A (101 egzemplarzy), silnik: 2 × Pratt & Whitney R-985 Wasp Junior SB, 336 kW (450 KM)
- Electra L-10-B (18 egzemplarzy), silnik: 2 × Wright R-975-E3 Whirlwind, 340 kW (440 KM)
- Electra L-10-C (8 egzemplarzy), silnik: 2 × Pratt & Whitney R-1340 Wasp SC1, 336 kW (450 KM)
- Electra L-10-D (0 egzemplarzy), oferta wersji transportowej samolotu
- Electra L-10-E (15 egzemplarzy), silnik: 2 × Pratt & Whitney R-1340 Wasp S3H1, 450 kW (600 KM) (wersja samolotu Amelii Earhart)
- XC-35 (pojedynczy model eksperymentalny), silnik: 2 × turbodoładowany Pratt & Whitney XR-1340-43, 410 kW (550 KM) (obecnie w kolekcji waszyngtońskiego National Air and Space Museum)
- Lockheed KXL1 (pojedynczy egzemplarz L-10 Electra do lotów próbnych, dostarczony korpusowi lotniczemu Japońskiej Cesarskiej Marynarki Wojennej

## Epizody kanadyjskie
W 1937 trzy Electry L-10, dały początek Trans-Canada Air Lines (od 1965 Air Canada). Pierwsza z dostarczonych maszyn, oznakowana jako „CF-TCA”, odbyła 1 sierpnia inauguracyjny lot kanadyjskich linii na trasie Vancouver–Seattle. Dwie następne Electry, bazujące w Winnipeg, służyły do szkolenia pilotów, a trzy kolejne egzemplarze zostały zakupione już dla potrzeb rejsowych. W sumie TCA dysponowały szesnastoma samolotami L-10. Podczas II wojny światowej wszystkie Electry zostały przejęte przez RCAF, a następnie sprzedane prywatnym użytkownikom.
W 1962 Electrę „CF-TCA” kupił amerykański mechanik lotniczy, Lee Koepke, postanawiając przywrócić ją do lotów. Jednocześnie zaprzyjaźnionej pilotce podsunął pomysł lotu dookoła świata na trasie, którą chciała pokonać Amelia Earhart. Ową zaprzyjaźnioną pilotką amatorką była Ann Pellegrino, urodzona w Chicago nauczycielka muzyki, pisarka i farmerka. W lecie 1967, trzydziestoletnia wówczas, Pellegrino zrealizowała pomysł Koepkego, pokonując wraz z nim oraz II pilotem i nawigatorem zaplanowany dystans. Po udanym locie, upamiętniającym Amelię Earhart, linie Air Canada odkupiły Electrę „CF-TCA”, odrestaurowały maszynę i przekazały ją Kanadyjskiemu Muzeum Lotnictwa (The Canada Aviation Museum) w Ottawie.
Eksponatem muzealnym jest również egzemplarz „CF-TCC”, który należał do drugiej trójki samolotów L-10, zakupionych przez TCA. Na początku lat 80. został przypadkowo zauważony na Florydzie przez pracownika linii Air Canada, które następnie zakupiły maszynę, by przetransportować ją do Winnipeg i poddać odbudowie. W 1986 samolot był lotniczą atrakcją Wystawy światowej „Expo” w Vancouver, a w następnym roku odbył lot dookoła Kanady dla uczczenia 50-lecia Air Canada. W 2006 poleciał z Toronto do Waszyngtonu na doroczny Międzynarodowy Festyn Liniowych Samolotów Pasażerskich (The Airliners International Show). Obecnie jest eksponowany w Zachodniokanadyjskim Muzeum Lotnictwa i Astronautyki (The Western Canada Aviation and Space Museum) w Winnipeg.